# Eichhof (Much)
Eichhof ist der jüngste Ortsteil der Gemeinde Much, Nordrhein-Westfalen im Oberbergischen Land. Die Siedlung wurde im Jahr 2008 als offizielles Dorf von der Gemeinde anerkannt. Ursprünglich nur ein einzelner Bauernhof, wurden auf dem Gelände seit den 1990er Jahren etliche Gebäude errichtet, allesamt von der Lebensgemeinschaft Eichhof, einer Einrichtung für Menschen mit geistiger Behinderung.
Heute wohnen und arbeiten etwa 250 Menschen, darunter 120 mit Behinderung, in der Dorfgemeinschaft. Sie besteht aus 12 großen Wohnhäusern, einer Werkstatt für behinderte Menschen (WfbM) und einem Saal, dem Haus der Begegnung. Die Lebensgemeinschaft orientiert sich am Menschenbild von Rudolf Steiner und der von ihm entwickelten Anthroposophie.

## Geschichte

### Bauernhof Eichhof
Der Bauernhof war ursprünglich ein Nebengebäude des Anwesens, das von Nikolaus Eich, seinerzeit Vorstandsvorsitzender der Mannesmann AG, Anfang des 20. Jahrhunderts errichtet wurde. Über Jahrzehnte wurde das Gebäude zusammen mit einigen Nebengebäuden auf ca. 10 Hektar als landwirtschaftliches Gut betrieben.

### Gründung der Dorfgemeinschaft
Zwei Vereine aus der Umgebung von Bonn gründeten sich zunächst unabhängig voneinander Anfang der 1990er Jahre mit dem Ziel, eine Lebensmöglichkeit für Erwachsene mit geistiger Behinderung zu schaffen. Der „Gründerkreis Dorfgemeinschaft Rheinland“ und die „Dorfgemeinschaft Siebengebirge e. V., Gründerkreis“ taten sich am 29. Dezember 1993 zusammen und gründeten die „Gesellschaft für Sozialtherapie Eichhof mbH“. Mittlerweile heißt sie „Lebensgemeinschaft Eichhof gGmbH“. Der Name ergab sich aus dem ehemaligen Bauernhof „Eichhof“ in der Nähe von Bröleck.
Ursprünglich sollten in diesem Gebäude nur einige wenige Menschen mit Behinderung wohnen, doch es zeigte sich schon bald, dass ein sinnvolles Konzept nur in einem größeren Rahmen zu realisieren war und dass der Bedarf an Wohn- und Arbeitsplätzen für Menschen mit geistiger Behinderung groß war. So entstand die Idee, auf dem landwirtschaftlich genutzten Gelände ein Dorf mit Werkstatt zu errichten. Im Laufe mehrerer Jahre entstand ein Dorf mit zwölf Wohnhäusern, das bislang letzte Haus wurde 2005 fertiggestellt.
1998 wurde der Grundstein für eine Werkstatt gelegt, die 2000 eröffnet wurde. Sie hat mehrere Abteilungen: die Kerzenwerkstatt, eine Metall- und Universalwerkstatt, eine Töpferei und eine Schreinerei. Außerdem gibt es eine Bäckerei und auch eine landwirtschaftliche Abteilung. Zusätzlich gibt es ein „Haus der Begegnung“ genanntes Gebäude, das für Versammlungen, aber auch für kulturelle Veranstaltungen genutzt wird. Die Konzerte und Aufführungen werden auch von Menschen aus dem weiten Umkreis besucht. Im Dorfladen, einem Bioladen, können die Produkte der Werkstatt, der Bäckerei und der Landwirtschaft erworben werden. Die beiden Gründervereine taten sich zum „Gründerkreis Eichhof e. V.“ zusammen, einem eingetragenen Verein, der als gemeinnützig und mildtätig anerkannt ist. 2003 übernahm der Mitarbeiterförderverein Eichhof die Hälfte der Gesellschafteranteile der gGmbH, sodass die Lebensgemeinschaft nun gleichberechtigt von Angehörigen und Mitarbeitern weiterentwickelt wird.
In der Karnevalssession 2014 bildeten erstmals drei Behinderte das örtliche Dreigestirn: Prinz Guido I., Bauer Helmut und Jungfrau Sina.

## Stiftung Eichhof
Anfang 2007 wurde die „Stiftung Eichhof“ gegründet. Sie soll langfristig die Finanzierung von Aufgaben übernehmen, die von der Öffentlichen Hand nicht finanziert werden, aber als sehr wichtig angesehen werden, etwa Angebote zur Freizeitgestaltung, Erholungsmaßnahmen und einige Therapien, außerdem auch Weiterbildung, medizinische Hilfen und Unterstützung, Gestellung von zusätzlichem Pflege- und Hilfspersonal, Unterstützung und Hilfestellung bei der gesetzlichen Betreuung, Altenpflege und tagesbegleitende Betreuung, Hospizarbeit.